# Provenchères-sur-Marne
Pour les articles homonymes, voir Provenchères.
Provenchères-sur-Marne est une ancienne commune française du département de la Haute-Marne en région Grand Est. Elle est associée à la commune de Froncles depuis 1974.

## Toponymie
Provenchères est attesté sous les formes Ecclesia de Provencheriis (1169) ; Provenchières (vers 1201) ; Provenchariae (1238) ; Provencheriae (1249-1252) ; Provenchères (1258) ; Parvenchères (1485) ; Prevenchières (1508) ; Provanchère (1674) ; Provenchère (1677) ; Provenchère-sur-Marne (1769) ; Provanchères (1773).

Avec le suffixe -ère, de l’ancien français provanche (« provision, pourvoyance ») avec le sens de « terre prébendière, qui fournit une provende ». Peut-être de l'adjectif neutre du latin, au pluriel, propinquiora « les environs immédiats », traité comme propincarias (terras). Une hypothèse gauloise propose une localisation par rapport à un système d'irrigation, permettant l'aménagement de prairies humides. c'est-à-dire des parcelles de prairies humides, signalant un ensemble de canaux et de vannes, de barrages (passes barrées) et de « mères-royes » (rigoles maîtresses), permettant de gérer l'écoulement de l'eau d'irrigation ou d'inondation vers les « hières » ou parcelles de prairies humides selon les saisons.

Provenchères-sur-Marne, peut être identifiée au « Pervincaria » qualifiant un bois ou un champ, un habitat groupé ou isolé, un village ou un lieu-dit, fréquents dans la France du Nord et de l'Est, seraient issus de ce terme complexe, signalant l'aménagement d'un système d'irrigation en aval, en conséquence défendu à la divagation des troupeaux et aux hommes étrangers à son fonctionnement. Toutefois, dans un cadre gallo-romain, une dénomination comme pervinca pourrait signaler un rétrécissement, une passe plus ou moins étroite, à travers laquelle l'air souffle, l'eau coule ou le voyageur passe. Il est évident que l'aménagement de prairies d'irrigation ne peut se faire dans une vallée trop étroite, par ailleurs bien adaptée à l'installation de barrage avec prises d'eaux, permettant des amenées vers la vallée plus large en contrebas.

Avec l,attraction de l,oil pervenche, l'étymologie du village de Provenchères pourrait être issu du latin pervinca qui signifie le « lieu où croissent des pervenches ».
La Marne est une rivière française située à l'est du Bassin parisien.

## Histoire
En 1789, ce village fait partie de la province de Champagne dans le bailliage de Chaumont et la prévôté de Bar-sur-Aube.
Le 1er décembre 1974, la commune de Provenchères-sur-Marne est rattachée sous le régime de la fusion-association à celle de Froncles-Buxières qui devient Froncles.

## Politique et administration
| Période                                  | Période | Identité      | Étiquette | Qualité |
| ---------------------------------------- | ------- | ------------- | --------- | ------- |
|                                          |         | Jérôme Lejour |           |         |
| Les données manquantes sont à compléter. |         |               |           |         |

## Démographie
| 1866 | 1872 | 1876 | 1881 | 1886 | 1891 | 1896 | 1901 | 1906 |
| ---- | ---- | ---- | ---- | ---- | ---- | ---- | ---- | ---- |
| 151  | 135  | 142  | 141  | 139  | 138  | 156  | 133  | 121  |

| 1911 | 1921 | 1926 | 1931 | 1936 | 1946 | 1954 | 1962 | 1968 |
| ---- | ---- | ---- | ---- | ---- | ---- | ---- | ---- | ---- |
| 108  | 132  | 99   | 185  | 198  | 145  | 166  | 178  | 152  |

## Lieux et monuments
- Église de l'Assomption de la Vierge